# Évangéliaire de Reichenau
L'évangéliaire de Reichenau , ou évangéliaire de la cathédrale de Bamberg, est un manuscrit enluminé, chef-d'œuvre de l'art ottonien, composé par le scriptorium de l'abbaye de Reichenau entre l'an 1000 et l'an 1020.

## Description
Cet évangéliaire comprend  266 folios de parchemin sur vélin de 30,5 cm sur 23,3 cm avec les tables du canon et cinq miniatures de pleine page.
Il est conservé à la Bayerische Staatsbibliothek de Munich sous la cote Clm 4454 depuis 1803, date de la sécularisation des biens de la cathédrale de Bamberg.
Il est inscrit depuis 2003 à la liste du patrimoine mondial de l'UNESCO avec neuf autres manuscrits de l'abbaye de Reichenau.

## Télécharger gratuitement
- Télécharger gratuitement l Évangéliaire de Reichenau (texte et figures en couleur , 52 MB .pdf)

## Source
- (de) Cet article est partiellement ou en totalité issu de l’article de Wikipédia en allemand intitulé « Evangeliar aus dem Bamberger Dom » (voir la liste des auteurs).